# 三遠道路3号トンネル
三遠道路3号トンネル（さんえんどうろ3ごうトンネル）は、愛知県北設楽郡東栄町から愛知県新城市に至る建設中の三遠南信自動車道のトンネルである。
名称は仮称である。

## 概要
このトンネルは、青崩トンネル（事業中）・三遠トンネル・矢筈トンネルに次いで4番目に長くなる予定である。東栄町側と新城市側の半分で工事を開始し、少しずつ進みながら2019年4月11日に貫通している。

## 歴史
- 2017年（平成29年）7月28日 : 安全祈願祭実施、避難坑トンネルの工事に着手。
- 2017年（平成29年）11月1日 : 本坑トンネルの工事に着手。
- 2018年（平成30年）12月1日 : 避難坑トンネルが貫通。
- 2019年（平成31年）4月11日 : 本坑トンネルが貫通。
- 2019年（令和元年）8月28日 : 貫通式が開催された。

## 隣
E69 三遠南信自動車道（三遠道路）
東栄IC - 三遠道路3号トンネル（仮称・事業中） - 鳳来峡IC